# Volley Amriswil 2018-2019
Questa voce raccoglie le informazioni riguardanti il Volley Amriswil nella stagione 2018-2019.

## Organigramma societario
Area direttiva
- Presidente: Peter Bär
- Manager: Reto Eigenmann

Area tecnica
- Allenatore: Marko Klok
- Secondo allenatore: Dario Balsamo
- Scoutman: Ann-Christin Quade (fino a dicembre), Riccardo Balsamo (da gennaio)
- Preparatore atletico: Mélanie Pauli

Area sanitaria
- Medico: Thomas Hugentobler
- Fisioterapista: Reto Eigenmann, Vanessa Di Marzio, Melanie Huber

## Rosa
| N° | Nome                 | Ruolo | Data di nascita   | Nazionalità sportiva |
| -- | -------------------- | ----- | ----------------- | -------------------- |
| 1  | Clément Daniel       | L     | 24 maggio 1991    | Francia              |
| 2  | Joshua Howatson      | P     | 7 ottobre 1984    | Canada               |
| 3  | Alexander Lengweiler | C     | 20 giugno 2001    | Svizzera             |
| 3  | Jan Messerli         | C     | 23 gennaio 1998   | Svizzera             |
| 4  | Luca Weber           | P     | 1º novembre 1998  | Svizzera             |
| 5  | Luca Müller          | S     | 8 maggio 1993     | Svizzera             |
| 6  | Tinko Schnegg        | L     | 18 gennaio 2001   | Svizzera             |
| 7  | Matevž Kamnik        | C     | 24 novembre 1987  | Slovenia             |
| 9  | Thomas Zass          | O     | 27 novembre 1989  | Austria              |
| 10 | Ewoud Gommans        | S     | 17 novembre 1990  | Paesi Bassi          |
| 11 | Aleksandar Ljubičić  | C     | 26 agosto 1981    | Serbia               |
| 12 | Dominik Fořt         | C     | 17 settembre 1989 | Slovacchia           |
| 14 | Jovan Djokic         | S     | 21 dicembre 1993  | Svizzera             |
| 15 | Julian Weisigk       | O     | 16 febbraio 2000  | Svizzera             |
| 17 | Thomas Brändli       | C     | 12 maggio 1991    | Svizzera             |

## Statistiche

### Statistiche dei giocatori
| Giocatore   | Coppa CEV | Coppa CEV | Coppa CEV | Coppa CEV | Coppa CEV |
| Giocatore   | P         | PT        | AV        | MV        | BV        |
| ----------- | --------- | --------- | --------- | --------- | --------- |
| T. Brändli  | 6         | 25        | 14        | 7         | 4         |
| C. Daniel   | 6         | 0         | 0         | 0         | 0         |
| J. Djokic   | 6         | 56        | 39        | 5         | 12        |
| D. Fořt     | 5         | 21        | 17        | 2         | 2         |
| E. Gommans  | 6         | 47        | 41        | 4         | 2         |
| J. Howatson | 6         | 22        | 3         | 5         | 14        |
| M. Kamnik   | 4         | 21        | 16        | 4         | 1         |
| A. Ljubičić | 6         | 29        | 21        | 7         | 1         |
| J. Messerli | 1         | 4         | 3         | 1         | 0         |
| L. Müller   | 4         | 14        | 11        | 1         | 0         |
| T. Schnegg  | 2         | 0         | 0         | 0         | 0         |
| L. Weber    | 5         | 1         | 0         | 0         | 1         |
| J. Weisigk  | 3         | 11        | 10        | 0         | 1         |
| T. Zass     | 6         | 75        | 67        | 2         | 6         |

P = presenze; PT = punti totali; AV = attacchi vincenti; MV = muri vincenti; BV = battute vincenti

NB: Non sono disponibili i dati relativi alla Lega Nazionale A, alla Coppa di Svizzera e alla Supercoppa svizzera e di conseguenza quelli totali